# 2025年の日本公開映画
- 映画 > 映画の一覧 > 年度別日本公開映画 > 2025年の日本公開映画
- 映画 > 2025年の映画 > 2025年の日本公開映画

2025年の日本公開映画（2025ねんのにほんこうかいえいが）では、2025年（令和7年）1月1日から12月31日までに日本で商業公開された映画の一覧を記載。作品名の右の丸括弧内は製作国を示す。
記載の凡例については年度別日本公開映画#凡例を参照

## 作品一覧

### 1月
- 1日
  - イングリッシュ・ナショナル・バレエ団『白鳥の湖』 ( イギリス) [1月 1]
- 2日
  - 鹿の国 ( 日本) [1月 2]
- 3日
  - RM: Right People, Wrong Place ( 韓国) [1月 3]
  - ウィーン・フィルハーモニー管弦楽団×リッカルド・ムーティ「第九」200周年記念公演 in cinema ( オーストリア) [1月 4][注釈 1]
  - 「宇宙戦艦ヤマト」放送50周年記念セレクション上映 プログラム2 ( 日本) [1月 5][RE 1]
  - カルキ 2898-AD ( インド) [1月 6]
  - シネマ歌舞伎 ぢいさんばあさん ( 日本) [1月 7]
  - シリアル・ママ ( アメリカ合衆国) [1月 8][RE 2]
  - パリ、テキサス 4Kレストア版 ( 西ドイツ・ フランス) [1月 9][RE 3]
  - ビーキーパー ( アメリカ合衆国・ イギリス) [1月 10]
  - ブラックバード、ブラックベリー、私は私。 ( ジョージア・ スイス) [1月 11]
  - 僕のなかのブラウニー ( 日本) [1月 12]
  - ぼくらのふしだら ( 日本) [1月 13]
  - 未体験ゾーンの映画たち2025[RE 4][RE 5]
    - エム 絶望の世界 ( 北マケドニア・ クロアチア・ フランス・ コソボ・ ルクセンブルク) [1月 14]
    - ジャッジアイズ 復讐捜査線（英語版） ( アメリカ合衆国・ イギリス) [1月 15]
    - ダーク・ワールド POWER覚醒（ロシア語版） ( ロシア) [1月 16]
    - 冷たい月を抱く女 ( アメリカ合衆国) [1月 17]

  - Ryuichi Sakamoto | Playing the Orchestra 2014 ( 日本) [1月 18][注釈 2]
  - レッド・サン 4Kデジタルリマスター版 ( フランス・ イタリア・ スペイン) [1月 19][RE 6]
- 4日
  - いもうとの時間 ( 日本) [1月 20]
- 10日
  - 憧れdoll ( 日本) [1月 21]
  - INTER::FACE 知能機械犯罪公訴部 01 ペルソナ ( 日本) [1月 22]
  - Welcome Back ( 日本) [1月 23]
  - 「宇宙戦艦ヤマト」放送50周年記念セレクション上映 プログラム3 ( 日本) [1月 24][RE 1]
  - FPU 〜若き勇者たち〜 ( 中国) [1月 25]
  - エマニュエル ( フランス) [1月 26]
  - 近江ミッション 願いと 祈りと 喜びと ( 日本) [1月 27]
  - オークション 〜盗まれたエゴン・シーレ ( フランス) [1月 28]
  - ♯彼女が死んだ（朝鮮語版） ( 韓国) [1月 29]
  - ここにいる、生きている。 〜消えゆく海藻の森に導かれて〜 ( 日本) [1月 30]
  - 劇映画 孤独のグルメ ( 日本) [1月 31]
  - サラリーマン金太郎【暁】編 ( 日本) [1月 32]
  - 366日 ( 日本) [1月 33]
  - シンペイ〜歌こそすべて ( 日本) [1月 34][注釈 3]
  - スケとボドとサーフ ( 日本) [1月 35]
  - スティーヴン・スピルバーグ IMAX映画祭[RE 7]
    - ジョーズ ( アメリカ合衆国) [1月 36]

  - デヴィッド・ボウイ 幻想と素顔の狭間で ( イギリス) [1月 37]
  - デリカテッセン 4Kレストア版 ( フランス) [1月 38][RE 8]
  - ねこしま（英語版） ( マルタ) [1月 39]
  - 白蛇: 縁起 ( 中国・ アメリカ合衆国) [1月 40][RE 9]
  - ポムミチョッタ! シネマコレクション[RE 10]
    - 帰ってきた正直政治家 チュ・サンスク（朝鮮語版） ( 韓国) [1月 41]
    - 誕生/道拓く者（朝鮮語版） ( 韓国) [1月 42]

  - MR. JIMMY ミスター・ジミー レッドツェッペリンに全てを捧げた男 ( アメリカ合衆国・ 日本) [1月 43]
  - 未体験ゾーンの映画たち2025[RE 4][RE 5]
    - 炎上ドライブ ( 韓国) [1月 44]
    - オーシャン・シールズ 海軍極秘作戦（オランダ語版） ( オランダ) [1月 45]
    - シャーク・ガール ( アメリカ合衆国) [1月 46]
    - ゾンビーズ（英語版） ( カナダ) [1月 47]
- 11日
  - 繕い合う・こと ( 日本) [1月 48]
  - 2040 地球再生のビジョン（英語版） ( オーストラリア) [1月 49]
- 12日
  - Naniwa Danshi ASIA TOUR 2024+2025 '+Alpha' in SEOUL LIVE VIEWING ( 日本) [1月 50]
- 17日
  - アーサーズ・ウイスキー（英語版） ( イギリス) [1月 51]
  - アプレンティス:ドナルド・トランプの創り方 ( アメリカ合衆国) [1月 52][注釈 4]
  - アンデッド/愛しき者の不在（ノルウェー語版） ( ノルウェー・ スウェーデン・ ギリシャ) [1月 53]
  - 英国ロイヤル・バレエ&オペラ in シネマ 2024/25 ロイヤル・バレエ「不思議の国のアリス」 ( イギリス) [1月 54]
  - 機動戦士Gundam GQuuuuuuX -Beginning- ( 日本) [1月 55]
  - 君の忘れ方 ( 日本) [1月 56]
  - 今日の海が何色でも ( タイ) [1月 57]
  - サンセット・サンライズ ( 日本) [1月 58]
  - シリーズ45周年記念!映画ドラえもんまつり[RE 11]
    - ドラえもん のび太と雲の王国 ( 日本) [1月 59]
    - 映画ドラえもん のび太のひみつ道具博物館 ( 日本) [1月 60]

  - ストップモーション（英語版） ( イギリス) [1月 61]
  - その街のこども 劇場版 ( 日本) [1月 62][RE 12]
  - ディックス!! ザ・ミュージカル（英語版） ( アメリカ合衆国) [1月 63]
  - 敵 ( 日本) [1月 64]
  - トラブル・ガール ( 台湾) [1月 65]
  - トワイライト・ウォリアーズ 決戦! 九龍城砦 ( 香港) [1月 66]
  - 未体験ゾーンの映画たち2025[RE 4][RE 5]
    - 蜘蛛女 ( イギリス・ アメリカ合衆国) [1月 67]
    - ナイト・オブ・アルカディアン（英語版） ( アメリカ合衆国) [1月 68]
    - パーフェクト キル 完全犯罪計画 ( イギリス) [1月 69]

  - 劇場版プロジェクトセカイ 壊れたセカイと歌えないミク ( 日本) [1月 70]
  - ポムミチョッタ! シネマコレクション[RE 10]
    - テムガ 偉大なる巫堂の歌 ( 韓国) [1月 71]

  - 満ち足りた家族（朝鮮語版） ( 韓国) [1月 72]
  - 港に灯がともる ( 日本) [1月 73]
  - 室町無頼 ( 日本) [1月 74][注釈 5]
  - モルグ 屍体消失 デジタルリマスター ( デンマーク) [1月 75][RE 13]
  - 勇敢な市民（朝鮮語版） ( 韓国) [1月 76]
- 18日
  - ラストホール ( 日本) [1月 77]
  - Retake リテイク ( 日本) [1月 78]
- 24日
  - 悪鬼のウイルス ( 日本) [1月 79]
  - アンダーニンジャ ( 日本) [1月 80]
  - 飯沼一家に謝罪します ( 日本) [1月 81]
  - INTER::FACE 知能機械犯罪公訴部 02 名前のない詩 ( 日本) [1月 82]
  - SK∞ エスケーエイト EXTRA PART ( 日本) [1月 83]
  - おんどりの鳴く前に（ルーマニア語版） ( ルーマニア・ ブルガリア) [1月 84]
  - 籠の中の乙女 4Kレストア版 ( ギリシャ) [1月 85][RE 14]
  - ゴールドフィンガー 巨大金融詐欺事件（広東語版） ( 香港・ 中国) [1月 86]
  - サイボーグ一心太助 ( 日本) [1月 87]
  - GIANTS THE MOVIE ～頂点への挑戦～ ( 日本) [1月 88]
  - シリーズ45周年記念!映画ドラえもんまつり[RE 11]
    - ドラえもん のび太と銀河超特急 ( 日本) [1月 89]
    - 映画ドラえもん　のび太と空の理想郷 ( 日本) [1月 90]

  - スティーヴン・スピルバーグ IMAX映画祭[RE 7]
    - E.T. ( アメリカ合衆国) [1月 91]

  - TOUCH/タッチ ( アイスランド・ イギリス) [1月 92]
  - 蝶の渡り ( ジョージア) [1月 93]
  - ヌルボムガーデン（朝鮮語版） ( 韓国) [1月 94]
  - 橋と眠る ( 日本) [1月 95]
  - 劇場版 美男高校地球防衛部ETERNAL LOVE! ( 日本) [1月 96]
  - BAEKHYUN: Lonsdaleite [dot]（朝鮮語版） IN CINEMAS ( 韓国) [1月 97]
  - 未体験ゾーンの映画たち2025[RE 4][RE 5]
    - 57秒 復讐のタイムループ（英語版） ( アメリカ合衆国) [1月 98]
    - ザ・チェイサー/追撃者（英語版） ( アメリカ合衆国・ イギリス) [1月 99]
    - デッド・エンド 完全封鎖（英語版） ( アメリカ合衆国) [1月 100]
    - メーデー 彼女たちの戦争（英語版） ( アメリカ合衆国) [1月 101]

  - ミッシング・チャイルド・ビデオテープ ( 日本) [1月 102]
  - 美晴に傘を ( 日本) [1月 103]
  - METライブビューイング2024-25 プッチーニ ≪トスカ≫ ( アメリカ合衆国) [1月 104]
  - Moirai ( 日本) [1月 105]
  - 雪の花 -ともに在りて- ( 日本) [1月 106]
  - RETURN TO REASON/リターン・トゥ・リーズン ( フランス) [1月 107]
  - 嗤う蟲 ( 日本) [1月 108]
- 25日
  - タイムマシンガール ( 日本) [1月 109]
  - 花束 ( 日本) [1月 110][注釈 6]
  - ブラック・レイン デジタル・リマスター版 ( アメリカ合衆国) [1月 111]
  - Mothers マザーズ ( 日本) [1月 112]
  - 雪子 a.k.a. ( 日本) [1月 113]
  - 40周年記念 超時空要塞マクロス 愛・おぼえていますか 4K ULTRA HD ver. ( 日本) [1月 114][RE 15]
- 31日
  - IU CONCERT: THE WINNING ( 韓国) [1月 115]
  - 遺書、公開。 ( 日本) [1月 116]
  - 劇場版「いぐざんぷーる!いみていしょん」 ( 日本) [1月 117]
  - 映画を愛する君へ（フランス語版） ( フランス) [1月 118]
  - エリック・クラプトン『クロスロード・ギター・フェスティヴァル 2023』（英語版） ( イギリス) [1月 119]
  - 怪獣ヤロウ! ( 日本) [1月 120][注釈 7]
  - ザ・ルーム・ネクスト・ドア ( スペイン) [1月 121]
  - 邪悪なるもの（スペイン語版） ( アルゼンチン・ アメリカ合衆国) [1月 122]
  - スティーヴン・スピルバーグ IMAX映画祭[RE 7]
    - ジュラシック・パーク 3D ( アメリカ合衆国) [1月 123]

  - セブン 4K版 ( アメリカ合衆国) [1月 124][RE 16]
  - ドリーミン・ワイルド 名もなき家族のうた（英語版） ( アメリカ合衆国) [1月 125]
  - パピヨン ( フランス・ アメリカ合衆国) [1月 126][RE 17]
  - 劇場版「氷川きよし/KIYOSHI HIKAWA+KIINA. 25th Anniversary Concert Tour ~KIIZNA~」 ( 日本) [1月 127]
  - blur:To The End/ブラー:トゥー・ジ・エンド（英語版） ( イギリス) [1月 128]
  - blur:Live At Wembley Stadium/ブラー:ライヴ・アット・ウェンブリー・スタジアム ( イギリス) [1月 129]
  - Brother ブラザー 富都のふたり（マレー語版） ( マレーシア・ 台湾) [1月 130]
  - BLUE FIGHT 〜蒼き若者たちのブレイキングダウン〜 ( 日本) [1月 131]
  - ベルサイユのばら ( 日本) [1月 132]
  - 封神:戦火西岐（中国語版） ( 中国) [1月 133]
  - 未体験ゾーンの映画たち2025[RE 4][RE 5]
    - ザ・ボディガード/ローグ・ミッション（英語版） ( アメリカ合衆国) [1月 134]
    - ジャッジメント 罪の代償（英語版） ( オーストラリア) [1月 135]

  - メイクアガール ( 日本) [1月 136]
  - リアル・ペイン〜心の旅〜 ( アメリカ合衆国) [1月 137]

### 2月
- 1日
  - オーガスト・マイ・ヘヴン ( 日本) [2月 1][注釈 8]
  - THE RIGHT MAN 正義の男 ( 日本) [2月 2]
- 2日
  - 「ダンジョンに出会いを求めるのは間違っているだろうかV 豊穣の女神篇」派閥大戦上映会 ( 日本) [2月 3][11][注釈 9]
- 5日
  - デヴィッド・テナント&クシュ・ジャンボ『マクベス』 ( イギリス) [2月 4]
- 7日
  - INTER::FACE 知能機械犯罪公訴部 03 faith ( 日本) [2月 5]
  - 英国ロイヤル・バレエ&オペラ in シネマ 2024/25 ロイヤル・バレエ「くるみ割り人形」 ( イギリス) [2月 6]
  - 大きな玉ねぎの下で ( 日本) [2月 7]
  - キサラギ ( 日本) [2月 8][RE 18]
  - 君への挽歌 ( 韓国) [2月 9]
  - 銀魂オンシアター2D 真選組動乱篇 ( 日本) [2月 10]
  - グッドナイト&グッドラック ( アメリカ合衆国) [2月 11][RE 3]
  - サラリーマン金太郎【魁】編 ( 日本) [2月 12]
  - ショウタイムセブン ( 日本) [2月 13]
  - 死霊のはらわた ( アメリカ合衆国) [2月 14][RE 2]
  - ステラ ヒトラーにユダヤ人同胞を売った女 ( ドイツ・ オーストリア・ スイス・ イギリス) [2月 15]
  - 世界征服やめた ( 日本) [2月 16]
  - 誰よりもつよく抱きしめて ( 日本) [2月 17]
  - ファーストキス 1ST KISS ( 日本) [2月 18]
  - ブルーベルベット 4Kリマスター版 ( アメリカ合衆国) [2月 19][RE 19]
  - ヒプノシス レコードジャケットの美学（英語版） ( イギリス) [2月 20]
  - MY MOTHER NEVER CRY ( 日本) [2月 21]
  - 未体験ゾーンの映画たち2025[RE 4][RE 5]
    - ハウスゴースト 少女の囁き ( ロシア) [2月 22]
    - ロイヤル・ネイビー:全滅地帯 ( イギリス) [2月 23]

  - 野生の島のロズ ( アメリカ合衆国) [2月 24]
- 8日
  - 雨ニモマケズ ( 日本) [2月 25]
  - ナマズのいた夏 ( 日本) [2月 26]
  - ハイパーボリア人 ( チリ) [2月 27]
    - 名前のノート ( チリ) [2月 28]

  - 杳かなる ( 日本) [2月 29]
  - みんな笑え ( 日本) [2月 30]
- 11日
  - レイヴェイ:A NIGHT AT THE SYMPHONY: HOLLYWOOD BOWL（英語版） ( アメリカ合衆国) [2月 31]
- 14日
  - 愛を耕すひと（デンマーク語版） ( デンマーク・ スウェーデン・ ドイツ) [2月 32]
  - イレイザーヘッド 4K ( アメリカ合衆国) [2月 33][RE 20]
  - オン・ア・ボート ( 日本) [2月 34]
  - キャプテン・アメリカ:ブレイブ・ニュー・ワールド ( アメリカ合衆国) [2月 35]
  - コメント部隊（朝鮮語版） ( 韓国) [2月 36]
  - 聖なるイチジクの種 ( フランス・ ドイツ・ イラク) [2月 37]
  - セプテンバー5 ( アメリカ合衆国) [2月 38]
  - 映画 先輩はおとこのこ あめのち晴れ ( 日本) [2月 39]
  - 第五胸椎（朝鮮語版） ( 韓国) [2月 40]
  - ツイン・ピークス ローラ・パーマー最期の7日間 4K ( アメリカ合衆国) [2月 41][RE 20]
  - デビルマン 誕生編 ( 日本) [2月 42][RE 21]
  - 土曜日の男（テルグ語版） ( インド) [2月 43]
  - ドライブ・イン・マンハッタン（英語版） ( アメリカ合衆国) [2月 44]
  - 劇場版 トリリオンゲーム ( 日本) [2月 45]
  - BATTLE KING!! Map of The Mind -序奏- ( 日本) [2月 46]
  - ファイアーブランド ヘンリー8世最後の妻 ( イギリス) [2月 47]
  - ブレックファスト・クラブ ( アメリカ合衆国) [2月 48][RE 22]
  - ミマン ( 韓国) [2月 49]
  - L'Arc〜en〜Ciel LIVE 2025 hyde BIRTHDAY CELEBRATION -hyde誕生祭-ディレイビューイング ( 日本) [2月 50][12]
  - 恋脳Experiment ( 日本) [2月 51]
- 15日
  - そして、優子II ( 日本) [2月 52]
  - FUKUSHIMA with BÉLA TARR ( 日本) [2月 53]
  - LETTERS FROM FUKUSHIMA ( 日本) [2月 54]
- 21日
  - あの歌を憶えている（英語版） ( アメリカ合衆国・ メキシコ) [2月 55]
  - 犬と戦争 ウクライナで私が見たこと ( 日本) [2月 56]
  - ウルトラマンアーク THE MOVIE 超次元大決戦!光と闇のアーク ( 日本) [2月 57]
  - 英国ロイヤル・バレエ&オペラ in シネマ 2024/25 ロイヤル・バレエ「シンデレラ」 ( イギリス) [2月 58]
  - おーい!どんちゃん ( 日本) [2月 59][注釈 10]
  - かなさんどー ( 日本) [2月 60][注釈 11]
  - 仮面ライダーガッチャード GRADUATIONS ( 日本) [2月 61]
    - ホッパー1のはるやすみ ( 日本) [2月 62]

  - 奇麗な、悪 ( 日本) [2月 63]
  - 銀魂オンシアター2D かぶき町四天王篇 ( 日本) [2月 64]
  - 銀幕の友 ( 中国) [2月 65]
  - 結束、その先へ～侍たちの苦悩と希望～ ( 日本) [2月 66]
  - ザ・エクソシズム ( アメリカ合衆国) [2月 67]
  - Thunderbolt Fantasy 東離劍遊紀 最終章 ( 台湾・ 日本) [2月 68]
  - ジェイラー（タミル語版） ( インド) [2月 69]
  - 死に損なった男 ( 日本) [2月 70]
  - SKINAMARINK/スキナマリンク ( カナダ) [2月 71]
  - デビルマン 妖鳥シレーヌ編 ( 日本) [2月 72][RE 21]
  - 飛べない天使 ( 日本) [2月 73]
  - ノー・アザー・ランド 故郷は他にない ( ノルウェー・ パレスチナ) [2月 74]
  - 劇場版BUCK-TICK バクチク現象 - New World - I ( 日本) [2月 75]
  - ヒプノシスマイク -Division Rap Battle- ( 日本) [2月 76]
  - 劇場版「ふにゃ～り日和」ねこ駅長 さくらの物語 ( 日本) [2月 77][注釈 12]
  - ブルータリスト ( アメリカ合衆国・ イギリス・ ハンガリー) [2月 78]
  - 僕らは人生で一回だけ魔法が使える ( 日本) [2月 79]
  - ミュージカル『刀剣乱舞』～陸奥一蓮～ 4DX ( 日本) [2月 80]
  - ゆきてかへらぬ ( 日本) [2月 81]
  - 劇場版 YOASOBI 5th ANNIVERSARY DOME LIVE 2024 "超現実" ( 日本) [2月 82]
  - ら・かんぱねら ( 日本) [2月 83][注釈 13]
- 22日
  - 風に立つ愛子さん ( 日本) [2月 84]
  - 初級演技レッスン ( 日本) [2月 85]
  - 自由なファンシィ ( 日本) [2月 86]
- 24日
  - 『Link!Like!ラブライブ!スペシャルFes×LIVE ラブライブ!決勝大会プレーオフ みんなで!上映会』ディレイ上映 ( 日本) [2月 87]
- 28日
  - ANORA アノーラ ( アメリカ合衆国) [2月 88]
  - あめだま（英語版） ( 日本) [2月 89]
  - アルドノア・ゼロ (Re+) ( 日本) [2月 90]
  - イノセンス 4Kリマスター版 ( 日本) [2月 91][RE 23]
  - GHOST IN THE SHELL/攻殻機動隊 4Kリマスター版 ( 日本) [2月 92][RE 23]
  - ザ・ゲスイドウズ ( 日本) [2月 93]
  - 『THE BEST New HISTORY COMING』大千穐楽公演ライブビューイング ( 日本) [2月 94]
  - ジュ・テーム、ジュ・テーム（フランス語版） ( フランス) [2月 95][RE 24]
  - 知らないカノジョ ( 日本) [2月 96]
  - シンパシー・フォー・ザ・デビル ( アメリカ合衆国) [2月 97]
  - 親鸞 人生の目的 ( 日本) [2月 98]
  - 角野隼斗ドキュメンタリーフィルム 不確かな軌跡 ( 日本) [2月 99]
  - 石門（中国語版） ( 日本) [2月 100]
  - TATAMI（ペルシア語版） ( アメリカ合衆国・ ジョージア) [2月 101]
  - TM NETWORK Carry on the Memories -3つの個性と一つの想い- ( 日本) [2月 102]
  - デュオ 1/2のピアニスト（フランス語版） ( フランス) [2月 103]
  - 名もなき者/A COMPLETE UNKNOWN ( アメリカ合衆国) [2月 104]
  - 劇場版BUCK-TICK バクチク現象 - New World - II ( 日本) [2月 105]
  - バンパイアハンターD (オリジナル日本語バージョン) ( 日本) [2月 106][RE 25]
  - プロジェクト・サイレンス ( 韓国) [2月 107]
  - 封神・妖姫とキングダムの動乱（中国語版） ( 中国) [2月 108]
  - ミュージック・フォー・ブラック・ピジョン --ジャズが生まれる瞬間-- ( デンマーク) [2月 109]
  - メカバース:少年とロボット ( シンガポール) [2月 110][RE 26]
  - METライブビューイング2024-25 ヴェルディ ≪アイーダ≫ ( アメリカ合衆国) [2月 111]
  - リボルバー（朝鮮語版） ( 韓国) [2月 112]
  - REQUIEM～ある作曲家の物語～ ( 日本) [2月 113]

### 3月
- 1日
  - Underground アンダーグラウンド ( 日本) [3月 1]
  - 安楽死のススメ ( 日本) [3月 2]
  - 晴れの国 ( 日本) [3月 3]
- 2日
  - 「Mrs. GREEN APPLE ゼンジン未到とヴェルトラウム 〜銘銘編〜」SPECIAL GREETING & CINEMA VIEWING ( 日本) [3月 4]
- 5日
  - 劇場版 スナックJUJU 東京ドーム店<ライブ・フィルム5.1chマスター> ( 日本) [3月 5]
- 7日
  - いきもののきろく ( 日本) [3月 6]
  - ウィキッド ふたりの魔女 ( アメリカ合衆国) [3月 7]
  - 映画監督チャン・ゴンジェ 時の記憶と物語の狭間で
    - 十八才 ( 韓国) [3月 8]
    - 眠れぬ夜 ( 韓国) [3月 9]

  - 顔だけじゃ好きになりません ( 日本) [3月 10]
  - ケナは韓国が嫌いで ( 韓国) [3月 11]
  - 35年目のラブレター ( 日本) [3月 12]
  - 逮捕しちゃうぞ the MOVIE ( 日本) [3月 13][RE 27]
  - デビルズ・ゲーム（朝鮮語版） ( 韓国) [3月 14]
  - 映画ドラえもん のび太の絵世界物語 ( 日本) [3月 15]
  - バッドランズ ( アメリカ合衆国) [3月 16][RE 28]
  - 白夜 4Kレストア版（フランス語版） ( フランス・ イタリア) [3月 17][RE 29]
  - 封神・激闘!燃える西岐攻防戦（中国語版） ( 中国) [3月 18]
  - フライト・リスク ( アメリカ合衆国) [3月 19]
  - プリシラ ( オーストラリア) [3月 20][RE 2]
  - Playground/校庭（フランス語版） ( ベルギー) [3月 21]
  - プレゼンス 存在 ( アメリカ合衆国) [3月 22]
  - マッド・マウス ～ミッキーとミニー～（英語版） ( カナダ) [3月 23]
  - モリー・シンガー"2度目"のキャンパスライフ 最高な大学生活の過ごし方を教えます!!（英語版） ( アメリカ合衆国) [3月 24]
  - ローガン・ラッキー ( アメリカ合衆国) [3月 25][RE 3]
- 8日
  - アイチェルカーレ ( 日本) [3月 26]
  - 映画監督チャン・ゴンジェ 時の記憶と物語の狭間で
    - 5時から7時までのジュヒ ( 韓国) [3月 27]
    - ひと夏のファンタジア ( 日本・ 韓国) [3月 28]
- 9日
  - 奥田民生ライヴ・フィルム『tamio okuda TOUR"29-30"』(劇場版5.1ch) ( 日本) [3月 29][注釈 14]
- 14日
  - EARTHBOUND ( アメリカ合衆国) [3月 30]
  - お嬢と番犬くん ( 日本) [3月 31]
  - この素晴らしい世界に祝福を!3-BONUS STAGE- ( 日本) [3月 32]
  - 早乙女カナコの場合は ( 日本) [3月 33]
  - 映画しまじろう「しまじろうと ゆうきのうた」 ( 日本) [3月 34]
  - スイート・イースト 不思議の国のリリアン（英語版） ( アメリカ合衆国) [3月 35]
  - STEP OUT にーにーのニライカナイ ( 日本) [3月 36][注釈 15]
  - 東京大空襲 CARPET BOMBING of Tokyo ( 日本) [3月 37]
  - ドマーニ! 愛のことづて（イタリア語版） ( イタリア) [3月 38]
  - BATTLE KING!! Map of The Mind -終奏- ( 日本) [3月 39]
  - 春の香り ( 日本) [3月 40][注釈 16]
  - Four Daughters フォー・ドーターズ（フランス語版） ( フランス・ チュニジア・ ドイツ・ サウジアラビア) [3月 41]
  - Flow ( ラトビア・ フランス・ ベルギー) [3月 42]
  - 劇場版モノノ怪 第二章 火鼠 ( 日本) [3月 43]
  - ロングレッグス ( アメリカ合衆国) [3月 44]
  - 私たちは天国には行けないけど、愛することはできる ( 韓国) [3月 45]
- 15日
  - 風たちの学校 ( 日本) [3月 46]
  - そして、アイヌ ( 日本) [3月 47]
  - 逃走 ( 日本) [3月 48]
  - NIGHTMARE OF GUYMADDIN（英語版） ～倒錯する悪夢の狂宴～[RE 30]
    - アークエンジェル ( カナダ) [3月 49]
    - ギムリ・ホスピタル ( カナダ) [3月 50]

  - パーフェクト・シェアハウス ( 日本) [3月 51]
  - ぼくと駄菓子のいえ ( 日本) [3月 52][RE 31]
- 19日
  - ZEROBASEONE THE FIRST TOUR [TIMELESS WORLD（英語版）] IN CINEMAS ( 韓国) [3月 53]
- 20日
  - 映画おしりたんてい スター・アンド・ムーン ( 日本) [3月 54]
  - 教皇選挙 ( アメリカ合衆国・ イギリス) [3月 55]
  - ジェリーの災難（英語版） ( アメリカ合衆国) [3月 56]
  - 少年と犬 ( 日本) [3月 57]
  - 白雪姫 ( アメリカ合衆国) [3月 58]
  - ネムルバカ ( 日本) [3月 59]
  - BTOB TIME:Be Together THE MOVIE ( 日本) [3月 60][24]
  - 女神降臨 Before 高校デビュー編 ( 日本) [3月 61]
  - 悪い夏 ( 日本) [3月 62]
- 21日
  - 紅い眼鏡 4Kレストア5.1chバージョン ( 日本) [3月 63][RE 32]
  - その花は夜に咲く ( ベトナム・ シンガポール・ 日本) [3月 64]
  - BAUS 映画から船出した映画館 ( 日本) [3月 65]
  - 『ヒプノシスマイク -Division Rap Battle-』Rule the Stage -Grateful Cypher-［Cinema Edit] ( 日本) [3月 66]
  - ヨウゼン ( 中国) [3月 67]
  - ロスト・ハイウェイ 4K ( アメリカ合衆国) [3月 68][RE 20]
- 22日
  - 彼方の家族 ( 日本) [3月 69]
  - 台湾・デジタルデモクラシー ( フランス) [3月 70]
  - 日本・彼らは帝国の終わりを見た ( フランス) [3月 71]
  - ノーバディーズ・ヒーロー（フランス語版） ( フランス・ ベルギー) [3月 72]
  - 光る川 ( 日本) [3月 73]
  - ミゼリコルディア（フランス語版） ( フランス) [3月 74]
  - 湖の見知らぬ男 ( フランス) [3月 75]
- 26日
  - IMAGINE DRAGONS: LIVE FROM THE HOLLYWOOD BOWL（英語版） ( アメリカ合衆国) [3月 76]
- 28日
  - 英国ロイヤル・バレエ&オペラ in シネマ 2024/25 ロイヤル・オペラ「ホフマン物語」 ( イギリス) [3月 77]
  - エミリア・ペレス ( フランス・ ベルギー) [3月 78]
  - 怪獣8号 第1期総集編 ( 日本) [3月 79]
    - 保科の休日 ( 日本) [3月 80]

  - 帰ってこなかった男 ( 日本) [3月 81]
  - きかんしゃトーマス ぼくのたいせつなともだち ( アメリカ合衆国・ カナダ) [3月 82]
  - 素晴らしい世界は何処に ( 日本) [3月 83]
  - ダグラス・サーク傑作選[RE 33]
    - 風と共に散る ( アメリカ合衆国) [3月 84]
    - 悲しみは空の彼方に ( アメリカ合衆国) [3月 85]
    - 間奏曲 ( アメリカ合衆国) [3月 86]
    - 翼に賭ける命 ( アメリカ合衆国) [3月 87]
    - 天が許し給うすべて ( アメリカ合衆国) [3月 88]

  - デーヴァラ ( インド) [3月 89]
  - ノッティングヒルの恋人 ( アメリカ合衆国) [3月 90][RE 34]
  - HIGHLIGHT: LIGHTS GO ON, AGAIN IN CINEMA ( 韓国) [3月 91]
  - FEMME フェム（英語版） ( イギリス) [3月 92]
  - ベイビーガール（英語版） ( アメリカ合衆国) [3月 93]
  - BETTER MAN/ベター・マン ( イギリス) [3月 94]
  - マリア・モンテッソーリ 愛と創造のメソッド（フランス語版） ( フランス・ イタリア) [3月 95]
  - ミッキー17 ( アメリカ合衆国) [3月 96]
  - 山田くんとLv999の恋をする ( 日本) [3月 97]
  - 夢に生きる ( 日本) [3月 98]
  - レイブンズ ( フランス・ 日本・ ベルギー・ スペイン) [3月 99]
- 29日
  - Ado × 新しい学校のリーダーズ × YOASOBI「matsuri '25: Japanese Music Experience LOS ANGELES」DELAY VIEWING ( 日本) [3月 100][25]
  - うしろから撮るな 俳優織本順吉の人生 ( 日本) [3月 101]
  - 神はサイコロを振らない「Special Live for Double Anniversary Year 2025 "神倭凡庸命 -カムヤマトボンヨウノミコト-" at 日本武道館」DELAY VIEWING ( 日本) [3月 102][26]
  - 孤独な夜が明けるまで ( 日本) [3月 103]
  - 少年 ( 日本) [3月 104]
  - ボールド アズ、君。 ( 日本) [3月 105]

### 4月
- 1日
  - V. MARIA ( 日本) [4月 1]
- 4日
  - アンジーのBARで逢いましょう ( 日本) [4月 2]
  - アンジェントルメン ( アメリカ合衆国・ イギリス・ トルコ) [4月 3]
  - =LOVE 7th ANNIVERSARY PREMIUM CONCERT THE MOVIE ( 日本) [4月 4]
  - 1980 僕たちの光州事件 ( 韓国) [4月 5]
  - おいしくて泣くとき ( 日本) [4月 6]
  - 終わりの鳥（英語版） ( イギリス・ アメリカ合衆国) [4月 7]
  - 片思い世界 ( 日本) [4月 8]
  - 鬼滅シアター -「鬼滅の刃」特別編集版 劇場上映-[RE 35]
    - 鬼滅の刃 兄妹の絆 ( 日本) [4月 9]

  - シェルタリング・スカイ ( イギリス) [4月 10][RE 3]
  - ジャングル大帝 劇場版 ( 日本) [4月 11][RE 36]
  - セッション デジタルリマスター ( アメリカ合衆国) [4月 12][RE 37]
  - 卵と石 ( 中国) [4月 13][注釈 17]
  - 天国の日々 4K ( アメリカ合衆国) [4月 14][RE 38]
  - ナタ 魔童の大暴れ ( 中国) [4月 15][注釈 18]
  - バトル・ロワイアル ( 日本) [4月 16][RE 39]
  - HERE 時を越えて ( アメリカ合衆国) [4月 17]
  - 陽が落ちる ( 日本) [4月 18]
  - ファレル・ウィリアムス:ピース・バイ・ピース（英語版） ( アメリカ合衆国) [4月 19]
  - ベテラン ( 韓国) [4月 20][RE 40]
  - 松島トモ子 サメ遊戯 ( 日本) [4月 21]
  - Love Letter【4K リマスター】 ( 日本) [4月 22][RE 41]
- 5日
  - Ensemble Stars!! Cast Live Starry Symphony -the midnight sun- in THEATER ( 日本) [4月 23][30]
  - 『ANDROGYNOS - THE FINAL WAR -』特別上映会 ( 日本) [4月 24][31]
  - ウリリは黒魔術の夢をみた ( フィリピン) [4月 25]
  - 還ら去る君へ ( 日本) [4月 26]
- 9日
  - 『ゼンブ・オブ・トーキョー』バースデー記念 特別再上映 ( 日本) [4月 27][RE 43]
- 11日
  - RRR ( インド) [4月 28][RE 44]
  - RRR:ビハインド&ビヨンド（英語版） ( インド) [4月 29]
  - 青空コンチェルト ( 日本) [4月 30]
  - アマチュア ( アメリカ合衆国) [4月 31]
  - 解放 ( 日本) [4月 32]
  - 鬼滅シアター -「鬼滅の刃」特別編集版 劇場上映-[RE 35]
    - 鬼滅の刃 浅草編 ( 日本) [4月 33]

  - ゲッベルス ヒトラーをプロデュースした男（ドイツ語版） ( ドイツ・ スロバキア) [4月 34]
  - ゴーストキラー ( 日本) [4月 35]
  - サイレントナイト ( アメリカ合衆国) [4月 36]
  - シンシン/SING SING ( アメリカ合衆国) [4月 37]
  - シンディ・ローパー:レット・ザ・カナリア・シング ( アメリカ合衆国) [4月 38]
  - ナショナル・シアター・ライブ「真面目が肝心」 ( イギリス) [4月 39]
  - バーラ先生の特別授業（テルグ語版） ( インド) [4月 40]
  - フーリッシュ・バード ( 中国) [4月 41][注釈 19]
  - ブリジット・ジョーンズの日記 サイテー最高な私の今 ( イギリス/ フランス/ アメリカ合衆国) [4月 42]
  - プロフェッショナル ( アイルランド) [4月 43]
  - Page30 ( 日本) [4月 44]
  - ベテラン 凶悪犯罪捜査班（朝鮮語版） ( 韓国) [4月 45]
  - ボサノヴァ～撃たれたピアニスト（ポルトガル語版） ( スペイン・ フランス・ オランダ・ ポルトガル) [4月 46]
  - 皆殺しに手を貸せ ( アメリカ合衆国) [4月 47][注釈 20]
  - ヤマトよ永遠に REBEL3199 第三章 群青のアステロイド ( 日本) [4月 48]
  - A LEGEND/伝説 ( 中国) [4月 49]
  - Red Velvet Happiness Diary: My Dear, ReVe1uv In Cinemas ( 韓国) [4月 50]
- 12日
  - エイジ オブ エターナル ( 日本) [4月 51]
    - トイレのかみさま ( 日本) [4月 52]

  - 北浦兄弟 ( 日本) [4月 53]
- 18日
  - アイニージューデッド! ( アメリカ合衆国) [4月 54]
  - アメリカ黒人映画傑作選[RE 45]
    - 海から来た娘たち（英語版） ( アメリカ合衆国) [4月 55]
    - ここではないどこかで（英語版） ( アメリカ合衆国) [4月 56]
    - 小さな心に祝福を（英語版） ( アメリカ合衆国) [4月 57]

  - ndjc:若手映画作家育成プロジェクト2024 ( 日本) [4月 58]
    - あて所に尋ねあたりません ( 日本) [4月 59]
    - あわいの魔物たち ( 日本) [4月 60]
    - いちばん星は遠く輝く ( 日本) [4月 61]
    - スリーピング・スワン ( 日本) [4月 62]

  - エリック・クラプトン『nothing but the blues（英語版）』 ( アメリカ合衆国) [4月 63][RE 46]
  - オリヴェイラ2025 没後10年 マノエル・ド・オリヴェイラ特集[RE 47]
    - アブラハム渓谷 完全版 2K修復版 ( フランス・ ポルトガル・ スイス) [4月 64]
    - カニバイシュ デジタル・リマスター版（ポルトガル語版） ( フランス・ 西ドイツ・ イタリア・ スイス) [4月 65]
    - 訪問、あるいは記憶、そして告白 4K修復版（ポルトガル語版） ( ポルトガル) [4月 66]
    - 絶望の日 デジタル・リマスター版（ポルトガル語版） ( ポルトガル・ フランス) [4月 67]
    - 夜顔 デジタル・リマスター版 ( ポルトガル・ フランス) [4月 68]

  - カップルズ 4Kレストア版 ( 台湾) [4月 69][RE 48]
  - KIDDO キドー（英語版） ( オランダ) [4月 70]
  - 鬼滅シアター -「鬼滅の刃」特別編集版 劇場上映-[RE 35]
    - 鬼滅の刃 鼓屋敷編 ( 日本) [4月 71]

  - 血戦 ブラッドライン（フィンランド語版） ( フィンランド) [4月 72]
  - 哭戦 オペレーション・アンデッド（タイ語版） ( タイ) [4月 73]
  - タンデール 君の声を聴きたくて（テルグ語版） ( インド) [4月 74]
  - ハッピー☆エンド ( 日本) [4月 75]
  - 104歳、哲代さんのひとり暮らし ( 日本) [4月 76][注釈 21]
  - 劇場版 僕とロボコ ( 日本) [4月 77]
  - 名探偵コナン 隻眼の残像 ( 日本) [4月 78]
  - 私の親愛なるフーバオ ( 韓国) [4月 79]
- 19日
  - 太陽の運命 ( 日本) [4月 80][注釈 22]
  - メイデン（英語版） ( カナダ) [4月 81]
- 20日
  - Snow Man 1st Stadium Live Snow World 映画館生中継!! ( 日本) [4月 82]
- 24日
  - ピンク・フロイド・アット・ポンペイ <4Kデジタルリマスター版> ( イギリス) [4月 83][RE 49]
- 25日
  - 異端者の家 ( アメリカ合衆国・ カナダ) [4月 84]
  - 鬼滅シアター -「鬼滅の刃」特別編集版 劇場上映-[RE 35]
    - 鬼滅の刃 那田蜘蛛山編 ( 日本) [4月 85]

  - 今日の空が一番好き、とまだ言えない僕は ( 日本) [4月 86]
  - けものがいる（フランス語版） ( フランス・ カナダ) [4月 87]
  - 来し方 行く末（中国語版） ( 中国) [4月 88]
  - JOIKA 美と狂気のバレリーナ（英語版） ( イギリス・ ニュージーランド) [4月 89]
  - #真相をお話しします ( 日本) [4月 90]
  - ただ、愛を選ぶこと（英語版） ( ノルウェー) [4月 91]
  - バースデイ・パーティ/天国の暴動 ( オーストラリア) [4月 92]
  - パーティーガール 4Kレストア（英語版） ( アメリカ合衆国) [4月 93][RE 50]
  - 花まんま ( 日本) [4月 94]
  - パリピ孔明 THE MOVIE ( 日本) [4月 95]
  - マインクラフト/ザ・ムービー ( アメリカ合衆国) [4月 96]
  - ミステリアス・スキン ( アメリカ合衆国) [4月 97][RE 51]
  - METライブビューイング2024-25 ベートーヴェン ≪フィデリオ≫ ( アメリカ合衆国) [4月 98]
- 26日
  - 朝の火 ( 日本) [4月 99]
  - IT'S NOT ME イッツ・ノット・ミー（フランス語版） ( フランス) [4月 100]
  - ウカマウ集団60年の全軌跡 全作品一挙上映[RE 52]
    - 30年後 -ふたりのボリビア兵- ( ボリビア) [4月 101]
    - 女性ゲリラ、フアナの闘い -ボリビア独立秘史- ( ボリビア) [4月 102]

  - 画家 富山妙子と2本のドキュメンタリー映画[RE 53]
    - 自由光州 -1980年 5月- ( 日本) [4月 103]
    - はじけ鳳仙花 -わが筑豊 わが朝鮮- ( 日本) [4月 104]

  - 青春 -苦-（英語版） ( フランス・ ルクセンブルク・ オランダ) [4月 105]
  - 青春 -帰-（英語版） ( フランス・ ルクセンブルク・ オランダ) [4月 106]
  - デコチン DECO-CHIN ( 日本) [4月 107]
  - トレンケ・ラウケン（スペイン語版） ( アルゼンチン・ ドイツ) [4月 108][注釈 23]
  - ラウラ・シタレラ（英語版）監督特集 響きあう秘密[RE 54]
    - オステンデ ( アルゼンチン) [4月 109]
    - 詩人たちはフアナ・ビニョッシに会いに行く ( アルゼンチン) [4月 110]
    - ドッグ・レディ（スペイン語版） ( アルゼンチン) [4月 111]

### 5月
- 1日
  - たべっ子どうぶつ THE MOVIE ( 日本) [5月 1]
  - 爆上戦隊ブンブンジャーVSキングオージャー ( 日本) [5月 2]
  - 女神降臨 After プロポーズ編 ( 日本) [5月 3]
- 2日
  - ヴァージン・スーサイズ 4Kレストア版 ( アメリカ合衆国) [5月 4][RE 3]
  - うぉっしゅ ( 日本) [5月 5]
  - 裏社員。 -スパイやらせてもろてます- ( 日本) [5月 6]
  - カウントダウン（広東語版） ( 香港) [5月 7]
  - 鬼滅シアター -「鬼滅の刃」特別編集版 劇場上映-[RE 35]
    - 鬼滅の刃 柱合会議・蝶屋敷編 ( 日本) [5月 8]

  - THE KILLER GOLDFISH ( 日本) [5月 9]
  - サンダーボルツ* ( アメリカ合衆国) [5月 10]
  - 政党大会 陰謀のタイムループ（タミル語版） ( インド) [5月 11]
  - ニンジャバットマン対ヤクザリーグ ( 日本) [5月 12][注釈 24]
  - Mommy/マミー ( カナダ) [5月 13][RE 55]
  - 未完成の映画（中国語版） ( シンガポール・ ドイツ) [5月 14]
  - 6人ぼっち ( 日本) [5月 15]
  - ロザリー（フランス語版） ( フランス・ ベルギー) [5月 16]
  - わたのまち、応答セヨ ( 日本) [5月 17]
- 3日
  - 『スター・ウォーズ/シスの復讐 (エピソード3)』 20周年記念特別上映 ( アメリカ合衆国) [5月 18][注釈 25]
- 7日
  - ビョーク:コーニュコピア（英語版） ( アイルランド・ アメリカ合衆国) [5月 19]
- 9日
  - (G)I-DLE WORLD TOUR [iDOL] IN CINEMAS（英語版） ( 韓国) [5月 20]
  - 劇場版 Ado SPECIAL LIVE「心臓」 ( 日本) [5月 21]
  - VENUS/ヴィーナス（スペイン語版） ( スペイン) [5月 22]
  - 劇場版 うたの☆プリンスさまっ♪ TABOO NIGHT XXXX ( 日本) [5月 23]
  - ガラ ( 台湾) [5月 24]
  - 季節はこのまま（フランス語版） ( フランス) [5月 25]
  - 鬼滅シアター -「鬼滅の刃」特別編集版 劇場上映-[RE 35]
    - 劇場版 鬼滅の刃 無限列車編 ( 日本) [5月 26]

  - クィア/QUEER ( イタリア・ アメリカ合衆国) [5月 27]
  - 終点なき映画たち Route:1[RE 56]
    - 女 ( 日本) [5月 28]
    - Sappy ( 日本) [5月 29]

  - 新幹線大爆破 ( 日本) [5月 30][RE 57]
  - 新世紀ロマンティクス（中国語版） ( 中国) [5月 31]
  - TALL TALES（英語版） ( イギリス) [5月 32][注釈 26]
  - ナショナル・シアター・ライブ「博士の異常な愛情」 ( イギリス) [5月 33]
  - パディントン 消えた黄金郷の秘密 ( イギリス) [5月 34]
  - バロウズ デジタルリマスター版（英語版） ( アメリカ合衆国) [5月 35][RE 58]
  - MIRRORLIAR FILMS Season7 ( 日本) [5月 36]
  - MUMU/不説活的愛 ( 中国) [5月 37]
  - リー・ミラー 彼女の瞳が映す世界（英語版） ( イギリス) [5月 38]
- 10日
  - OKAは手ぶらでやってくる ( 日本) [5月 39]
  - 事実無根 ( 日本) [5月 40]
  - 劇場版 米寿の伝言 ( 日本) [5月 41]
  - More/モア ( 日本) [5月 42]
- 16日
  - IVE THE 1ST WORLD TOUR in CINEMA（英語版） ( 韓国) [5月 43]
  - 英国ロイヤル・バレエ&オペラ in シネマ 2024/25 ロイヤル・バレエ「白鳥の湖」 ( イギリス) [5月 44]
  - ガール・ウィズ・ニードル（デンマーク語版） ( デンマーク・ ポーランド・ スウェーデン) [5月 45]
  - かくかくしかじか ( 日本) [5月 46]
  - 渇愛 ( 日本) [5月 47]
  - 金子差入店 ( 日本) [5月 48]
  - サブスタンス ( アメリカ合衆国) [5月 49][注釈 27]
  - シナぷしゅ THE MOVIE ぷしゅほっぺダンシングPARTY ( 日本) [5月 50]
  - 終点なき映画たち Route:1[RE 56]
    - フィクティシャス・ポイント ( 日本) [5月 51]

  - SEVENTEEN [RIGHT HERE] WORLD TOUR IN CINEMAS（英語版） ( 韓国) [5月 52]
  - タイヨウのウタ ( 韓国) [5月 53]
  - 卓球少女 -閃光のかなたへ- ( 中国) [5月 54]
  - 東京予報 -映画監督外山文治短編作品集- ( 日本) [5月 55]
    - 名前、呼んでほしい ( 日本) [5月 56]
    - はるうらら ( 日本) [5月 57]
    - forget-me-not ( 日本) [5月 58]

  - ノスフェラトゥ ( アメリカ合衆国・ イギリス・ ハンガリー) [5月 59]
  - 80年後のあなたへ ( 日本) [5月 60]
  - フグとタコと僕らのミライ ( 日本) [5月 61][注釈 28]
  - 骨なし灯籠 ( 日本) [5月 62][注釈 29]
  - マユリカの東京友錠生活 ディレクターズ・カット版 ( 日本) [5月 63]
  - MANKAI STAGE『A3!』～Four Seasons LIVE 2024～ -Cinema Edition- ( 日本) [5月 64]
  - 無名の人生 ( 日本) [5月 65]
  - 夜明けの蜃気楼 ( 日本) [5月 66]
  - 6時間後に君は死ぬ ( 韓国・ 日本) [5月 67]
  - わたしの頭はいつもうるさい ( 日本) [5月 68]
- 17日
  - editor.O 世に出でし文人指にあまるさへ誇ることなし酒よりほかに (中川昭「百代」より) ( 日本) [5月 69]
  - 能登デモクラシー ( 日本) [5月 70]
  - 真夏の果実 ( 日本) [5月 71]
- 23日
  - 英雄傳 ( 日本) [5月 72]
  - オールドカー〜てんとう虫のプロポーズ〜 ( 日本) [5月 73][注釈 30]
  - ORLIK ( 日本) [5月 74]
  - 怪盗クイーンの優雅な休暇 ( 日本) [5月 75]
  - 岸辺露伴は動かない 懺悔室 ( 日本) [5月 76]
  - 鬼滅シアター -「鬼滅の刃」特別編集版 劇場上映-[RE 35]
    - 鬼滅の刃 遊郭潜入編 ( 日本) [5月 77]

  - キムソジュン ( 日本) [5月 78]
  - ゴッドマザー～コシノアヤコの生涯～ ( 日本) [5月 79]
  - サスカッチ・サンセット ( アメリカ合衆国) [5月 80]
  - 娼生 ( 台湾) [5月 81]
  - 父と僕の終わらない歌 ( 日本) [5月 82]
  - 蝶の眠り ( 日本・ 韓国) [5月 83][RE 59]
  - デビルズ・バス（ドイツ語版） ( オーストリア・ ドイツ) [5月 84]
  - ドラゴン・ハート―霊界探訪記― ( 日本) [5月 85]
  - ナニカ… ( 日本) [5月 86]
  - ノームの夜 〜並行食堂〜 ( 日本) [5月 87]
  - プリンセス・プリンシパル Crown Handler 第4章 ( 日本) [5月 88]
  - ミッション:インポッシブル/ファイナル・レコニング ( アメリカ合衆国) [5月 89][注釈 31]
  - よそ者の会 ( 日本) [5月 90]
  - ロックの礎を築いた男:レッド・ベリー ビートルズとボブ・ディランの原点 ( アメリカ合衆国) [5月 91]
- 24日
  - クロスポイント ( フィリピン・ 日本) [5月 92]
  - 劇場が終わるとき ( 日本) [5月 93]
  - ジョン・バージャーと4つの季節 ( イギリス) [5月 94]
  - ペドロ・コスタ はじまりの刻 1989-1997[RE 60]
    - 血 4Kレストア版（英語版） ( ポーランド) [5月 95]
    - 骨 4Kレストア版（英語版） ( ポーランド・ フランス・ ドイツ) [5月 96]
    - 溶岩の家 4Kレストア版（英語版） ( ポーランド・ フランス・ ドイツ) [5月 97]

  - 香港から来たダイアナ ( 日本) [5月 98]
- 28日
  - 天使たち ( 日本) [5月 99]
- 30日
  - 赤毛のアン ～グリーンゲーブルズへの道～ ( 日本) [5月 100][RE 61]
  - 秋が来るとき（フランス語版） ( フランス) [5月 101]
  - 犬の裁判（フランス語版） ( スイス・ フランス) [5月 102]
  - ヴィクラム ( インド) [5月 103]
  - 劇場版カードキャプターさくら ( 日本) [5月 104][RE 62]
    - CLOVER ( 日本) [5月 105]

  - か「」く「」し「」ご「」と「 ( 日本) [5月 106]
  - 噛む家族 ( 日本) [5月 107]
  - 鬼滅シアター -「鬼滅の刃」特別編集版 劇場上映-[RE 35]
    - 鬼滅の刃 遊郭決戦編 ( 日本) [5月 108]

  - 999号室 ( フランス・ ドイツ) [5月 109]
  - 狂ったリビドー ( 台湾) [5月 110]
  - 黒い瞳 4K修復ロングバージョン（イタリア語版） ( イタリア) [5月 111][RE 63]
  - 結界の寺 ( 日本) [5月 112]
  - 紅楼夢 ～運命に引き裂かれた愛～ ( 中国) [5月 113]
  - 劇場版総集編 呪術廻戦 懐玉・玉折 ( 日本) [5月 114]
  - STARDUST ZERO vol.1 ( 日本) [5月 115]
  - 劇場版 それでも俺は、妻としたい ( 日本) [5月 116]
  - ダーティ・マネー（朝鮮語版） ( 韓国) [5月 117]
  - 導火線 FLASH POINT ( 香港) [5月 118][RE 64]
  - とうちゃん ( 日本) [5月 119]
  - 内定代行 ( 日本) [5月 120]
  - ネファリアス ( アメリカ合衆国) [5月 121]
  - NOT BEER ( 日本) [5月 122]
  - バウムクーヘン ( 日本) [5月 123]
  - BADBOYS -THE MOVIE- ( 日本) [5月 124]
  - パフィンの小さな島 ( アイルランド・ イギリス) [5月 125]
  - ピンク・フラミンゴ ( アメリカ合衆国) [5月 126][RE 65]
  - 忘星のヴァリシア 第一章:劫火 ( 日本) [5月 127]
  - 忘星のヴァリシア 第二章:群青 ( 日本) [5月 128]
  - マリリン・モンロー 私の愛しかた ( フランス) [5月 129]
  - METライブビューイング2024-25 モーツァルト ≪フィガロの結婚≫ ( アメリカ合衆国) [5月 130]
- 31日
  - アイツ等ノ会食ヲ、銀河は待っている ( 日本) [5月 131]
  - 折にふれて ( 日本) [5月 132]
    - 水魚の交わり ( 日本) [5月 133]

  - 温帯の君へ ( 日本) [5月 134]
  - 結婚の報告 ( 日本) [5月 135]
  - デリカド ( アメリカ合衆国・ フィリピン・ イギリス・ オーストラリア・ 香港) [5月 136]
  - BABYMETAL UK & EUROPE ARENA TOUR 2025 SPECIAL ARENA SHOW IN UK "THE O2" ディレイ・ビューイング ( 日本) [5月 137][49]

### 6月
- 6日
  - 石井隆Returns 初期監督作4本 HDリマスター版上映[RE 66]
    - 死んでもいい HDリマスター版 ( 日本) [6月 1]
    - 天使のはらわた 赤い閃光 HDリマスター版 ( 日本) [6月 2]
    - ヌードの夜 HDリマスター版 ( 日本) [6月 3]
    - 夜がまた来る HDリマスター版 ( 日本) [6月 4]

  - We Live in Time この時を生きて（英語版） ( フランス・ イギリス) [6月 5]
  - 永遠の待ち人 ( 日本) [6月 6]
  - 英国ロイヤル・バレエ&オペラ in シネマ 2024/25 ロイヤル・バレエ「ロミオとジュリエット」 ( イギリス) [6月 7]
  - 劇場版 江口拓也の俺たちだって癒されたい! 〜香川の旅〜 ( 日本) [6月 8]
  - 鬼滅シアター -「鬼滅の刃」特別編集版 劇場上映-[RE 35]
    - 鬼滅の刃 刀鍛冶の里 敵襲編 ( 日本) [6月 9]

  - 国宝 ( 日本) [6月 10]
  - JUNK HEAD ( 日本) [6月 11][RE 67]
  - 青春イノシシ ATARASHII GAKKO! THE MOVIE ( 日本) [6月 12]
  - 田村悠人 ( 日本) [6月 13]
  - テルマがゆく! 93歳のやさしいリベンジ ( アメリカ合衆国・ スイス) [6月 14]
  - 年少日記（広東語版） ( 香港) [6月 15]
  - ハイテンション 4K ( フランス) [6月 16][RE 68]
  - ブエナ・ビスタ・ソシアル・クラブ ( ドイツ・ アメリカ合衆国・ フランス・ キューバ) [6月 17][RE 3]
  - ぶぶ漬けどうどす ( 日本) [6月 18]
  - ボイジャー 4Kレストア（英語版） ( ドイツ・ フランス・ ギリシャ) [6月 19][RE 69]
  - ぼー約聖書 ( 日本) [6月 20]
  - MaXXXine マキシーン ( アメリカ合衆国) [6月 21]
  - 見える子ちゃん ( 日本) [6月 22]
  - リロ&スティッチ ( アメリカ合衆国) [6月 23]
  - 我来たり、我見たり、我勝利せり（ドイツ語版） ( オーストリア) [6月 24]
- 7日
  - あんさんぶるスターズ!! DREAM LIVE -8th Tour "Praesepe #Cancer"- Blu-ray発売記念 最速先行上映会 ( 日本) [6月 25][50]
  - くまをまつ ( 日本) [6月 26]
- 13日
  - あんさんぶるスターズ!! DREAM LIVE -8th Tour "Praesepe #Cancer"- 3面ライブスクリーン ( 日本) [6月 27]
  - 鬼ベラシ ( 日本) [6月 28]
  - おばあちゃんと僕の約束 ( タイ) [6月 29]
  - オレンジ（テルグ語版） ( インド) [6月 30][RE 70]
  - 神椿市建設中。魔女の娘 -Witchling- ( 日本) [6月 31]
  - きさらぎ駅 Re: ( 日本) [6月 32]
  - 鬼滅シアター -「鬼滅の刃」特別編集版 劇場上映-[RE 35]
    - 鬼滅の刃 刀鍛冶の里 繋いだ絆編 ( 日本) [6月 33]

  - コルチャック先生 ( ポーランド・ ドイツ・ フランス) [6月 34][RE 71]
  - 殺しの分け前/ポイント・ブランク ( アメリカ合衆国) [6月 35][RE 72]
  - XIA CONCERT MOVIE:RECREATION ～キム・ジュンス2024アンコールコンサート ( 韓国) [6月 36]
  - 地獄の黙示録 ファイナル・カット ( アメリカ合衆国) [6月 37][RE 73]
  - 死神遣いの事件帖 終 ( 日本) [6月 38]
  - JUNK WORLD ( 日本) [6月 39]
  - 親友かよ ( タイ) [6月 40]
  - 青春ゲシュタルト崩壊 ( 日本) [6月 41]
  - タンデム・ロード ( 日本) [6月 42]
  - TOMORROW X TOGETHER: HYPERFOCUS IN CINEMA ( 韓国) [6月 43]
  - ドールハウス ( 日本) [6月 44]
  - はじまりのうた ( アメリカ合衆国) [6月 45][RE 74]
  - ヒットマン リサージェンス（朝鮮語版） ( 韓国) [6月 46]
  - 舟に乗って逝く ( 中国) [6月 47]
  - フロントライン ( 日本) [6月 48]
  - ラ・コシーナ/厨房（英語版） ( アメリカ合衆国・ メキシコ) [6月 49]
  - ラブ・イン・ザ・ビッグシティ（朝鮮語版） ( 韓国) [6月 50]
  - リライト ( 日本) [6月 51]
  - 惑星ラブソング ( 日本) [6月 52][注釈 32]
- 14日
  - The Spirit of Yokohama ( 日本) [6月 53]
  - セルロイド・クローゼット デジタル・リマスター版 ( アメリカ合衆国) [6月 54][RE 75]
  - それでも私は Though I'm His Daughter ( 日本) [6月 55]
  - だぁほ!! 〜パギやん、愛사랑と怒분노の遺言〜 ( 日本) [6月 56]
  - 雪解けのあと ( 台湾・ 日本) [6月 57]
- 20日
  - アイカツ!メモリアルステージ ～輝きのユニットカップ～ ( 日本) [6月 58]
  - アニマル・ハウス ( アメリカ合衆国) [6月 59][RE 65]
  - 英国ロイヤル・バレエ&オペラ in シネマ 2024/25 ロイヤル・バレエ「トゥーランドット」 ( イギリス) [6月 60]
  - 君がトクベツ ( 日本) [6月 61]
  - 鬼滅シアター -「鬼滅の刃」特別編集版 劇場上映-[RE 35]
    - 鬼滅の刃 柱稽古 開幕編 ( 日本) [6月 62]

  - シャロウ・グレイブ ( イギリス) [6月 63][RE 76]
  - 脱走（朝鮮語版） ( 韓国) [6月 64]
  - CHA EUN-WOO VR CONCERT : MEMORIES ( 韓国) [6月 65]
  - 罪人たち ( アメリカ合衆国) [6月 66]
  - 劇場版 Tohji Pia Arena ( 日本) [6月 67]
  - 突然、君がいなくなって（オランダ語版） ( アイスランド・ オランダ・ クロアチア・ フランス) [6月 68]
  - 中山教頭の人生テスト ( 日本) [6月 69]
  - 28年後... ( イギリス・ アメリカ合衆国) [6月 70]
  - 秘顔 -ひがん-（朝鮮語版） ( 韓国) [6月 71]
  - フェイクアウト! ( 日本) [6月 72]
  - ブリジット・ジョーンズの日記 4Kレストア ( アメリカ合衆国) [6月 73][RE 77]
  - プロット 殺人設計者（朝鮮語版） ( 韓国) [6月 74]
  - 満天の星の下で ( 日本) [6月 75]
  - Mr.ノボカイン ( アメリカ合衆国) [6月 76]
  - メガロポリス ( アメリカ合衆国) [6月 77]
  - ルノワール ( 日本・ フランス・ シンガポール・ フィリピン・ インドネシア・ カタール) [6月 78]
  - ルネ・ラルー ファンタスティック・コレクション[RE 78]
    - ガンダーラ 4K修復版（フランス語版） ( フランス・ 北朝鮮) [6月 79]
    - 時の支配者 4K修復版（フランス語版） ( フランス・ ハンガリー) [6月 80]
    - ファンタスティック・プラネット 4K修復版 ( フランス・ チェコスロバキア) [6月 81]

  - レオ:ブラッディ・スウィート（タミル語版） ( インド) [6月 82]
  - ロスト・チルドレン 4Kレストア版 ( フランス・ スペイン) [6月 83][RE 79]
- 21日
  - GAMA ( 日本) [6月 84]
  - HAPPY SANDWICH ( 日本) [6月 85]
  - 星より静かに ( 日本) [6月 86]
  - 摩文仁 mabuni ( 日本) [6月 87]
  - MOON GARDEN/ムーンガーデン（英語版） ( アメリカ合衆国) [6月 88]
  - YUKI concert tour "SUPER SLITS" 2024 東京ガーデンシアター<Be the wind> ( 日本) [6月 89]
- 23日
  - ミュージカル『刀剣乱舞』 五周年記念 壽 乱舞音曲祭 ( 日本) [6月 90]
- 24日
  - (生) 林檎博'24 -景気の回復- ( 日本) [6月 91]
- 27日
  - アスファルト・シティ（英語版） ( アメリカ合衆国) [6月 92]
  - アバウト・タイム〜愛おしい時間について〜 ( イギリス) [6月 93][RE 80]
  - ヴァージン・パンク/Clockwork Girl ( 日本) [6月 94]
  - 泡沫 ( 日本) [6月 95]
  - F1/エフワン ( アメリカ合衆国) [6月 96]
  - カーテンコールの灯（英語版） ( アメリカ合衆国) [6月 97]
  - かたつむりのメモワール（英語版） ( オーストラリア) [6月 98]
  - 還暦高校生 ( 日本) [6月 99]
  - 鬼滅シアター -「鬼滅の刃」特別編集版 劇場上映-[RE 35]
    - 鬼滅の刃 柱稽古 柱結集編 ( 日本) [6月 100]

  - KING OF PRISM-Your Endless Call-み～んなきらめけ!プリズム☆ツアーズ ( 日本) [6月 101]
  - ゲキ×シネ「バサラオ」 ( 日本) [6月 102]
  - 小林さんちのメイドラゴン さみしがりやの竜 ( 日本) [6月 103]
  - 呪儀 BODY PARTS ( 韓国) [6月 104]
  - 劇場版 スメルズ ライク グリーン スピリット ( 日本) [6月 105]
  - それいけ!アンパンマン チャポンのヒーロー! ( 日本) [6月 106]
  - でっちあげ〜殺人教師と呼ばれた男 ( 日本) [6月 107]
  - となりの宇宙人 ( 日本) [6月 108]
  - 2025年7月5日午前4時18分 ( 日本) [6月 109]
  - Big Picture 2024-25 The Journey PartII ( 日本) [6月 110]
  - フォーチュンクッキー（英語版） ( アメリカ合衆国) [6月 111]
  - 冬の夢 ( 日本) [6月 112]
  - 〇〇式 ( 日本) [6月 113]
  - METライブビューイング2024-25 R・シュトラウス ≪サロメ≫ ( アメリカ合衆国) [6月 114]
  - YOUNG&FINE ( 日本) [6月 115]
  - ラブライブ!サンシャイン!! Aqours Finale LoveLive! ～永久stage～ ディレイビューイング ( 日本) [6月 116]
  - LUPIN THE IIIRD THE MOVIE 不死身の血族 ( 日本) [6月 117]
- 28日
  - アジアのユニークな国 ( 日本) [6月 118]
  - うたの☆プリンスさまっ♪ ALL STAR STAGE -Dramatic Magical Story-　ディレイビューイング ( 日本) [6月 119]
  - カニバさん・異端の純愛 ( 日本) [6月 120]
  - 選挙と鬱 ( 日本) [6月 121]
  - 灰となっても ( 香港・ イギリス・ カナダ) [6月 122]
  - 私は何度も私になる ( 香港・ マレーシア) [6月 123]

### 7月
- 4日
  - 愛されなくても別に ( 日本) [7月 1]
  - 海がきこえる ( 日本) [7月 2][RE 81]
  - EXPO LDH DAY SPECIAL "Jr. EXILE LIVE" 2025劇場版 ( 日本) [7月 3]
  - 映画 おっさんのパンツがなんだっていいじゃないか! ( 日本) [7月 4]
  - キャンドルスティック ( 日本) [7月 5]
  - 「桐島です」 ( 日本) [7月 6]
  - クリムト & THE KISS -アート・オン・スクリーン特別編- ( イギリス) [7月 7]
  - 恋するリベラーチェ ( アメリカ合衆国) [7月 8][RE 3]
  - この夏の星を見る ( 日本) [7月 9]
  - JO1 THE MOVIE『未完成』-Bon Voyage- ( 日本) [7月 10]
  - 消防士 2001年、闘いの真実（朝鮮語版） ( 韓国) [7月 11]
  - ショーン・ベイカー 初期傑作選[RE 82]
    - スターレット ( アメリカ合衆国) [7月 12]
    - テイクアウト（英語版） ( アメリカ合衆国) [7月 13]
    - フォー・レター・ワーズ（英語版） ( アメリカ合衆国) [7月 14]
    - プリンス・オブ・ブロードウェイ（英語版） ( アメリカ合衆国) [7月 15]

  - スキャンダルの夜 寝取られミナミ( 日本) [7月 16]
  - 中国奇譚 ( 中国) [7月 17]
  - 夏の砂の上 ( 日本) [7月 18]
  - ハイポ ( アメリカ合衆国) [7月 19]
  - ババンババンバンバンパイア ( 日本) [7月 20]
  - パリ・オペラ座 IN シネマ 2025/オペラ『カルメン』 ( フランス) [7月 21]
  - ハルビン（朝鮮語版） ( 韓国) [7月 22]
  - V/H/S ビヨンド（英語版） ( アメリカ合衆国) [7月 23]
  - ヘルボーイ/ザ・クルキッドマン（英語版） ( アメリカ合衆国) [7月 24]
  - ラブライブ!サンシャイン!! The School Idol Movie Over the Rainbow 4DX ( 日本) [7月 25][RE 83]
- 5日
  - アクリルの鳥籠 ( 日本) [7月 26]
  - オルエットの方へ 4K ( フランス) [7月 27][RE 84]
  - 平坦な戦場で ( 日本) [7月 28]
  - 冬へのパッサカリア ( 日本) [7月 29]
- 6日
  - 「進撃の巨人」-the Musical- DELAY VIEWING ( 日本) [7月 30]
- 10日
  - HYBE CINE FEST IN ASIA[RE 85]
    - TOMORROW X TOGETHER WORLD TOUR [ ACT : SWEET MIRAGE ] ( 韓国) [7月 31]
- 11日
  - Eno（英語版） ( イギリス・ アメリカ合衆国) [7月 32]
  - 生きがい IKIGAI ( 日本) [7月 33][注釈 33]
    - 能登の声 The Voice of NOTO ( 日本) [7月 34]

  - 劇場版カードキャプターさくら 封印されたカード ( 日本) [7月 35][RE 62]
    - 劇場版 ケロちゃんにおまかせ! ( 日本) [7月 36]

  - 顔を捨てた男（英語版） ( アメリカ合衆国) [7月 37]
  - 韓国ミュージカル ON SCREEN/エリザベート ( 韓国) [7月 38]
  - 逆火 ( 日本) [7月 39]
  - ザ・ウォーク ～少女アマル、8000キロの旅～ ( イギリス) [7月 40]
  - 囁きの河 ( 日本) [7月 41][注釈 34]
  - スーパーマン ( アメリカ合衆国) [7月 42]
  - ストレンジ・ダーリン（英語版） ( アメリカ合衆国) [7月 43]
  - タイムズ・スクエア 4Kレストア（英語版） ( アメリカ合衆国) [7月 44][RE 50]
  - チーチ&チョン スモーキング作戦 ( アメリカ合衆国) [7月 45][RE 65]
  - DROP/ドロップ（英語版） ( アメリカ合衆国) [7月 46]
  - NANA ( 日本) [7月 47][RE 86]
  - パウ・パーティー in シアター 2025 ( アメリカ合衆国・ カナダ) [7月 48]
  - BAD GENIUS/バッド・ジーニアス（英語版） ( アメリカ合衆国) [7月 49]
  - はらむひとびと ( 日本) [7月 50]
  - ハンス・ジマー&フレンズ: ダイアモンド・イン・ザ・デザート ( アラブ首長国連邦) [7月 51]
  - マーヴィーラン 伝説の勇者 ( インド) [7月 52]
  - 三谷幸喜「おい、太宰」劇場版 ( 日本) [7月 53]
  - METライブビューイング2024-25 ロッシーニ ≪セヴィリャの理髪師≫ ( アメリカ合衆国) [7月 54]
  - ユミの細胞たち THE MOVIE ( 韓国) [7月 55]
  - ONCE ダブリンの街角で ( アイルランド) [7月 56][RE 87]
- 12日
  - 黒川の女たち ( 日本) [7月 57]
  - 砂時計サナトリウム ( イギリス・ ポーランド・ ドイツ) [7月 58]
  - Pinocchio√964 ( 日本) [7月 59][RE 88]
  - フリードキン・アンカット（英語版） ( イタリア) [7月 60][RE 89]
  - プロジェクトセカイ COLORFUL LIVE 4th - Unison - Blu-ray発売記念 先行応援上映会 ( 日本) [7月 61]
  - Mrs. GREEN APPLE on "Harmony" SPECIAL GREETING ＆ CINEMA VIEWING ( 日本) [7月 62]
- 13日
  - PIERROT「END OF THE WORLD LINE」先行上映会 ( 日本) [7月 63]
- 15日
  - HYBE CINE FEST IN ASIA[RE 85]
    - HYBE CINEMA NORAEBANG ( 韓国) [7月 64]
- 18日
  - IMMACULATE 聖なる胎動 ( アメリカ合衆国・ イタリア) [7月 65]
  - 劇場版「鬼滅の刃」無限城編 第一章 猗窩座再来 ( 日本) [7月 66]
  - 49日の真実 ( 日本) [7月 67]
  - 新宿ハードコア傑作選[RE 90]
    - 10番街の殺人 ( イギリス) [7月 68]

  - 遠井さんは青春したい!『バカとスマホとロマンスと』 ( 日本) [7月 69]
  - 肉感海岸 美巨乳店員のいるお店( 日本) [7月 70]
  - NEW RELIGION ( 日本) [7月 71]
  - HYBE CINE FEST IN ASIA[RE 85]
    - ENHYPEN WORLD TOUR [FATE]  ( 韓国) [7月 72]

  - V/H/S 94（英語版） ( アメリカ合衆国) [7月 73]
  - マドリード王立劇場 シネマ・ステージ/エフゲニ・オネーギン ( スペイン) [7月 74]
  - 盲山（中国語版） ( 中国) [7月 75]
  - レイニーブルー ( 日本) [7月 76][注釈 35]
  - 私たちのオカルティックサマー ( 日本) [7月 77]
- 19日
  - 光年のかなた 4Kレストア（フランス語版） ( フランス・ スイス) [7月 78][RE 91]
  - 白い町で 4Kレストア ( フランス・ スイス) [7月 79][RE 91]
  - ドーバーばばぁ2〜つなぐ〜 ( 日本) [7月 80][注釈 36]
  - 炎はつなぐ ( 日本) [7月 81]
  - また逢いましょう ( 日本) [7月 82][注釈 37]
  - ユリシーズ ( 日本・ スペイン) [7月 83]
  - YOYOGI ( エストニア・ 日本) [7月 84]
- 23日
  - ロジャー・ウォーターズ『ディス・イズ・ノット・ア・ドリル:ライヴ・フロム・プラハ－ ザ・ムービー』（英語版） ( イギリス) [7月 85]
- 25日
  - エレベーション 絶滅ライン（英語版） ( アメリカ合衆国) [7月 86]
  - 仮面ライダーガヴ&ナンバーワン戦隊ゴジュウジャー Wヒーロー夏映画2025
    - 仮面ライダーガヴ お菓子の家の侵略者 ( 日本) [7月 87]
    - ゴチゾウのなつやすみ ( 日本) [7月 88]
    - ナンバーワン戦隊ゴジュウジャー 復活のテガソード ( 日本) [7月 89]

  - 木の上の軍隊 ( 日本) [7月 90][注釈 38]
  - KING OF BULLSH*T -THE SAGA OF TOKONA-X- ( 日本) [7月 91][注釈 39]
  - サタジット・レイ レトロスペクティブ2025[RE 92]
    - エレファント・ゴッド デジタルリマスター（ベンガル語版） ( インド) [7月 92]
    - 臆病者 デジタルリマスター（ベンガル語版） ( インド) [7月 93]
    - 音楽サロン デジタルリマスター（ベンガル語版） ( インド) [7月 94]
    - 主人公 デジタルリマスター（ベンガル語版） ( インド) [7月 95]
    - 聖者 デジタルリマスター（ベンガル語版） ( インド) [7月 96]
    - チャルラータ デジタルリマスター ( インド) [7月 97]
    - ビッグ・シティ デジタルリマスター（ベンガル語版） ( インド) [7月 98]

  - 三日葬/サミルチャン（朝鮮語版） ( 韓国) [7月 99]
  - 事故物件ゾク 恐い間取り ( 日本) [7月 100]
  - ジンジャー・ボーイ ( 日本) [7月 101]
  - 新宿ハードコア傑作選[RE 90]
    - ハードコアの夜 ( アメリカ合衆国) [7月 102]

  - スタントマン 武替道（広東語版） ( 香港) [7月 103]
  - HYBE CINE FEST IN ASIA[RE 85]
    - BTS MAP OF THE SOUL ON:E ( 韓国) [7月 104]

  - 劇場版 BULLET/BULLET 前章「弾丸疾走編」 ( 日本) [7月 105]
  - ファンタスティック4:ファースト・ステップ ( アメリカ合衆国) [7月 106]
  - フェイシング・モンスターズ ( オーストラリア) [7月 107]
  - MAD MASK ( 日本) [7月 108][注釈 40]
  - マドリード王立劇場 シネマ・ステージ/アドリアーナ・ルクヴルール ( スペイン) [7月 109]
  - 水の中で深呼吸 ( 日本) [7月 110]
  - MELT メルト（ドイツ語版） ( ベルギー・ オランダ) [7月 111]
  - ROPE ( 日本) [7月 112]
  - 私たちが光と想うすべて ( フランス・ インド・ オランダ・ ルクセンブルク) [7月 113]
- 26日
  - 赤い柿 デジタルリマスター版 ( 台湾) [7月 114][RE 93]
  - アフリカン・カンフー・ナチス2 逆襲のロボトラー ( ガーナ・ ドイツ・ 日本) [7月 115]
  - 架空書影。 ( 日本) [7月 116]
  - TUBE LIVE AROUND SPECIAL 2025.6.1 at Tom Moffatt Waikiki Shell Hawaii in CINEMA ( 日本) [7月 117][59]
  - 私の見た世界 ( 日本) [7月 118]
- 29日
  - 『MAN WITH A“15th”MISSION PLAY WHAT U WANT TOUR 2025』ライブ・フィルム(劇場版5.1ch)一夜限定上映 ( 日本) [7月 119]
- 30日
  - BTS ARMY: FOREVER WE ARE YOUNG ( アメリカ合衆国) [7月 120]

### 8月
- 1日
  - アンティル・ドーン ( アメリカ合衆国) [8月 1]
  - 行きがけの空 ( 日本) [8月 2][注釈 41]
  - 美しい夏（イタリア語版） ( イタリア) [8月 3]
  - 夫の部屋 ( 日本・ 中国) [8月 4]
  - ギルバート・グレイプ ( アメリカ合衆国) [8月 5][RE 3]
  - 獄舎Z ( モンゴル) [8月 6]
  - この世界の片隅に ( 日本) [8月 7][RE 94]
  - サマータイムマシン・ブルース ( 日本) [8月 8][RE 95]
  - ジョニーは戦場へ行った 4K ( アメリカ合衆国) [8月 9][RE 96]
  - 新宿ハードコア傑作選[RE 90]
    - テロリズムの夜/パティ・ハースト誘拐事件（英語版） ( アメリカ合衆国) [8月 10]

  - そこにあるべきものたち ( 日本) [8月 11]
  - ただいまを返す旅 ( 日本) [8月 12]
  - 劇場版TOKYO MER～走る緊急救命室～南海ミッション ( 日本) [8月 13]
  - 冬冬の夏休み デジタルリマスター版 ( 台湾) [8月 14][RE 97]
  - 長崎-閃光の影で- ( 日本) [8月 15][注釈 42]
  - KNEECAP/ニーキャップ（アイルランド語版） ( イギリス・ アイルランド) [8月 16]
  - 入国審査（スペイン語版） ( スペイン) [8月 17]
  - 野火 4K ( 日本) [8月 18][RE 96]
  - HYBE CINE FEST IN ASIA[RE 85]
    - SEVENTEEN WORLD TOUR [BE THE SUN]  ( 韓国) [8月 19]

  - ひみつきちのつくりかた ( 日本) [8月 20]
  - 星つなぎのエリオ ( アメリカ合衆国) [8月 21]
  - 劇場版 ほんとうにあった怖い話～ゾクッ事故物件芸人～ ( 日本) [8月 22]
  - 満天の星 ( 日本) [8月 23][注釈 43]
  - 未来への警鐘 原発を問う（英語版） ( アメリカ合衆国) [8月 24]
  - 人妻怪談 淫欲むせび泣き ( 日本) [8月 25]
- 2日
  - War Bride 91歳の戦争花嫁 ( 日本) [8月 26]
  - 神の島 ( 日本) [8月 27]
  - 原爆スパイ（英語版） ( イギリス・ アメリカ合衆国) [8月 28]
  - よみがえる声 ( 日本・ 韓国) [8月 29]
- 8日
  - アイム・スティル・ヒア ( ブラジル・ フランス) [8月 30]
  - あの夏、僕たちが好きだったソナへ（朝鮮語版） ( 韓国) [8月 31]
  - 亀は意外と速く泳ぐ デジタルリマスター版 ( 日本) [8月 32][RE 98]
  - キムズビデオ ( アメリカ合衆国) [8月 33]
  - 近畿地方のある場所について ( 日本) [8月 34]
  - 鯨が消えた入り江（中国語版） ( 香港) [8月 35]
  - クレヨンしんちゃん 超華麗!灼熱のカスカベダンサーズ ( 日本) [8月 36]
  - サタンがおまえを待っている ( カナダ) [8月 37]
  - 呪怨 <4K:Vシネマ版> ( 日本) [8月 38][RE 99]
  - 呪怨2 <4K:Vシネマ版> ( 日本) [8月 39][RE 99]
  - ジュラシック・ワールド/復活の大地 ( アメリカ合衆国) [8月 40]
  - 新宿ハードコア傑作選[RE 90]
    - 私は死にたくない ( アメリカ合衆国) [8月 41]

  - Sky ふたつの灯火 -前篇- ( 中国・ アメリカ合衆国) [8月 42]
  - Dr.カキゾエ歩く処方箋〜みちのく潮風トレイルを往く〜 ( 日本) [8月 43]
  - 何も知らない夜 ( フランス・ インド) [8月 44]
  - 野。良犬（中国語版） ( 香港) [8月 45]
  - ハオト ( 日本) [8月 46]
  - 我ら〜愛の継承〜（テルグ語版） ( インド) [8月 47]
- 9日
  - クンストカメラ ( チェコ) [8月 48]
  - cocoon ( 日本) [8月 49][63]
  - 心玉 ( 日本) [8月 50]
  - すとん ( 日本) [8月 51]
  - 蟲（チェコ語版） ( チェコ・ スロバキア) [8月 52]
  - 錬金炉アタノール ( スロバキア・ チェコ) [8月 53]